# イマコラータ・シレッシ
イマコラータ・シレッシ（Immacolata Sirressi、1990年5月19日 - ）は、イタリアの女子バレーボール選手。イタリア代表。

## 来歴
サンテーラモ・イン・コッレ出身。2009年、イタリア代表に初選出される。同年のグラチャンに出場し、金メダルを獲得した。2011年のワールドカップではセカンドリベロとして出場し、大会2連覇を果たした。
2012年のワールドグランプリではリベロ、レシーバーとして活躍した。

## 球歴
- ワールドカップ - 2011年（優勝）
- ワールドグランドチャンピオンズカップ - 2009年（優勝）
- ワールドグランプリ - 2012年（10位）

## 受賞歴
- 2008年 ジュニアヨーロッパ選手権　ベストリベロ賞

## 所属クラブ
- Santeramo Sport（2008-2009年）
- アシステル・ノヴァーラ（2009-2010年）
- Florens Volley Castellana Grotte（2010-2011年）
- Robur Tiboni Volley Urbino（2011-2012年）
- Chieri Volley（2012-2013年）
- カザルマッジョーレ（2013-2018年）
- バレー・ベルガモ（2018-2020年）
- カザルマッジョーレ（2020-2021年）
- Bartoccini Fortinfissi Perugia（2021-2022年）
- メガボックス・ヴァッレフォリア（2022-2023年）
- Bartoccini Fortinfissi Perugia（2023年-）